# Muiredach mac Domnaill Midi
Muiredach mac Domnaill Midi (m. 802) fue rey de Uisnech en Mide de la dinastía Clann Cholmáin. Era hijo del Rey Supremo, Domnall Midi (m. 763) y hermano del también rey supremo Donnchad Midi (m. 797). Reinó en Mide de 799 a 802.
El periodo entre la muerte de Donnchad Midi y la ascensión de su hijo Conchobar mac Donnchado en 803 fue una época de confusión y guerras civiles entre los Clann Cholmáin. Aparentemente Donnchad fue sucedido por su hijo Domnall mac Donnchada Midi en 797. Ese mismo año el rey supremo Áed Oirdnide de Cenél nEógain invadió Meath y venció a los Clann Cholmáin en la Batalla de Druim Ríg. En esta batalla murieron los dos hermanos de Muiredach, Fínnechta y Diarmait Odar. Áed devastó Meath y consiguió su sumisión, momento en el que se considera que comenzó su reinado.
En 799 Domnall mac Donnchada Midi fue asesinado por sus parientes y Muiredach se convirtió en Rey de Mide. Muiredach aparece por vez primera en 799 dirigiendo las fuerzas de Mide en una victoria sobre los Cenél Cairpri de Tethba en la Batalla de Finnabair en Tethba en la que murió el rey de Cenél Cairpri. Pudo haber actuado en interés de su sobrino Domnall, ya que los Anales de Ulster sitúan este acontecimiento antes del asesinato de Domnall. No obstante, los Anales de los Cuatro Maestros colocan esta batalla después del asesinato de Domnall y puede haber sido un ejercicio de autoridad de Muiredach.
En su obituario en los anales de 802 es definitivamente nombrado Rey de Mide.